# 科洛德涅 (佳切夫區)

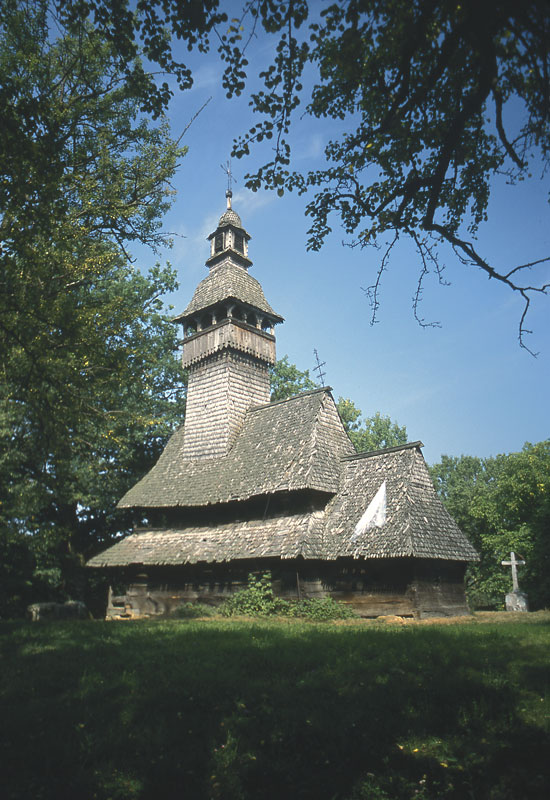

科洛德涅（烏克蘭語：Колодне）是位於烏克蘭西部外喀爾巴阡州的佳奇夫區的村莊，處於奧達里夫河畔，始建於1447年，面積13平方公里，海拔高度306米，2001年人口2,119。
48°9′54″N 23°35′54″E / 48.16500°N 23.59833°E